# バブコック日立

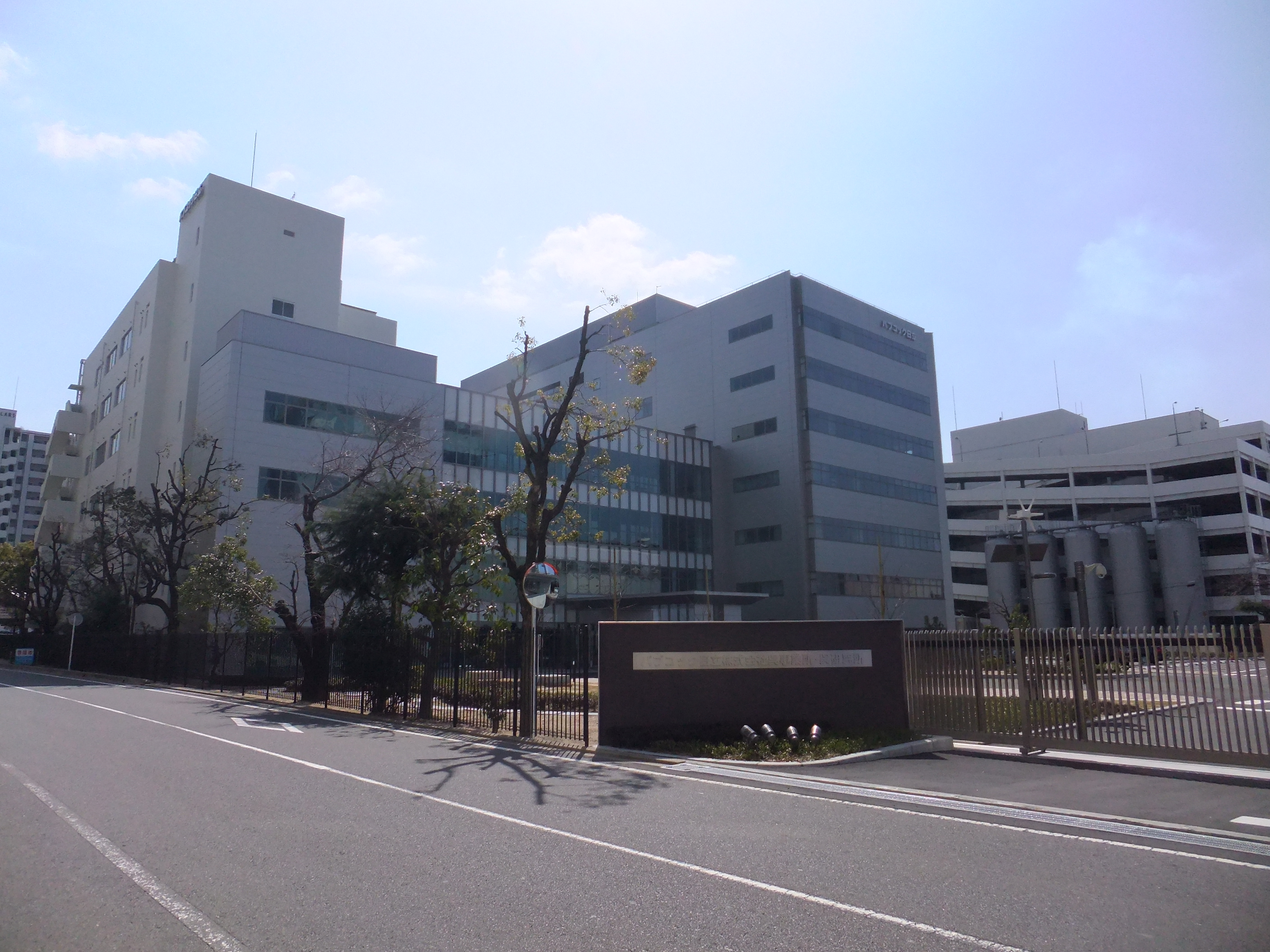
呉研究所

バブコック日立株式会社（バブコックひたち、Babcock-Hitachi K.K.）は、かつて存在した主にボイラー部品の製造・販売を行っていた企業。神奈川県横浜市西区に本社を置いていた。
歴史的経緯により、下記のとおり株主の変遷はあるが、2014年2月1日に三菱重工業と日立製作所両社の火力発電システム事業を統合した合弁会社・三菱日立パワーシステムズ（当時。現・三菱パワー）の傘下に入り、2014年10月1日に同社に吸収合併された。

## 概要
事業中心は、火力発電用の蒸気発生装置、環境保全機器、原子力機器など中心とするエネルギー事業、都市ごみや産業廃棄物の資源再循環および環境保全などの環境事業から構成される。
合併前は、生産・開発拠点は広島県呉市の呉事業所のみであった（事業所としては1つだが、呉市内に数カ所の工場があった）。かつては、横浜市磯子区にも横浜工場があったが、敷地を日立製作所に譲渡し、完全撤退した。

## 歴史
- 1908年 - イギリスのバブコック・アンド・ウィルコックス[1]が、日本でボイラ部品の製造会社を設立。
- 1928年 - 東洋バブコックに社名変更。[2]
- 1953年 - 株式会社日立製作所の資本を取り入れ、社名をバブコック日立株式会社に変更。
- 1987年
  - 日立製作所が全株を買い取り、日立グループの中核企業となった。
  - 資本金50億円に増資し、日立製作所の完全子会社となった。
- 2014年2月 - 三菱日立パワーシステムズ（現・三菱パワー）の子会社となった。
- 2014年10月1日 - 三菱日立パワーシステムズが吸収合併し解散[3]。
- 2015年1月 - 子会社であるバブ日立ビジネスの全株式が、親会社である三菱日立パワーシステムズより日立製作所へ譲渡され、日立グループ傘下入り。同時に社名を株式会社日立インフォメーションエンジニアリングに変更。

## 事業所
- 本社：神奈川県横浜市西区みなとみらい3丁目3番1号 三菱重工横浜ビル9階（S,W側）
- 呉研究所：広島県呉市宝町5番3号
- 第一工場：広島県呉市宝町6番9号
- 第二工場：広島県呉市昭和町10番9号
- 安芸津工場：広島県東広島市安芸津町風早3300番地
- 能美工場：広島県江田島市沖美町岡大王横網代2500番地
- フィリピン工場
- 中国工場
- 中国触媒工場

## その他
同社が製造した福島第一原子力発電所第四号機原子炉圧力容器につき、当時同社従業員であった田中三彦は、製造の際に法令上の規制値を超えて同圧力容器が歪み、ついで田中自身が参加して行われた矯正作業によって強度が損なわれた恐れが高いほか、当該矯正作業が法令に基づかない疑いが高い旨証言している。但し、同原子炉は、福島第一原子力発電所事故のため、廃炉とされる予定である。